# 고카쇼정 (시가현)
고카쇼정(五個荘町)은 시가현 간자키군에 설치되었던 정이다. 오미 상인 발상지의 하나로 알려져 있다.

## 개요
예로부터 교통의 요충지로 고대에는 히가시야마도, 근세에는 나카야마도나 고다이산 가도(이세도)가 지나갔고 현재도 국도 8호선과 도카이도 신칸센이 마을 중앙부를 횡단하고 있다. 그 이점을 살려 중세 이후 오미 상인 발상지의 하나로 발전. 특히 에도시대 후기부터 쇼와 초기에 걸쳐 많은 상인을 배출하고 성공하여 재물을 이룬 상인의 저택과 정원 등이 남는다. 1980년대 후반경부터 「오미 상인 발상지·텐빈노사토」의 캐치프레이즈 아래, 그것들의 보존 활동이나 관광 자원화가 진행되고 있다.

## 지리
시가현 동부, 오미 분지 (고토 평야)에 위치하고, 정역의 동부는 에치강이 흐르고, 서부는 기메가사산, 남부는 미쓰쿠리산, 북동부를 와다산에 의해 그려지고, 중앙부는 평지가 펼쳐진다, 평지에서는 동부에는 다이도강, 서부는 덴보강, 북서부는 우류강이 흐른다.
고카쇼는 사토야마에 둘러싸이고, 또한 에치강에는 가한린이 퍼져 있었다. 전후 사토야마는 임업 쇠퇴로 황폐화되었고, 가한린은 공장 용지로서 극히 제한된 구획을 남기고 벌채되었다. 리산에 대해서는 최근 그 가치가 재인식되면서 여러 리산보전단체가 간벌과 등산로 정비 등을 실시하고 있다. 
청류가 많은 땅이기도 하여, 정역 각지에서 스즈카 산맥으로부터의 복류수가 솟아나고 있었다. 전후 에이겐지댐 건설로 인한 수량 감소와 공장 유치에 따른 지하수 퍼올리기로 인해 많은 수원이 고갈되었고, 또한 포장 정비도 맞물려 많은 생물이 자취를 감추었다. 서식지에서 쫓겨난 생물 중 하나로 멸종 위기종 하리요가 있다.궁장에서는 일단 고갈된 약수터를 '하리요 마을 저편'으로 정비하여 하리요 보호 활동을 하고 있다.

## 역사
- 1955년 1월 1일 - 간자키군 아사히촌, 기타고카쇼촌, 미나미고카쇼촌이 합병해 간자키군 고카쇼정이 성립하였다.
- 2002년 1월 4일 - 노토가와정, 아즈치정과 함께 합병 협의회를 설치하였다.
- 2002년 12월 - 3개 정회 모두가 합병 부결하고, 합병협의회 협의회는 해산하였다.
- 2005년 2월 11일 - 욧카이치시, 에치군 아이토정, 고토정, 간자키군 에이겐지정과 합병해 히가시오미시가 성립하였다. 동일 고카쇼정은 폐지되었다.

## 교통

### 도로
- 국도 제8호선